# Canton de Tinténiac
Le canton de Tinténiac est une ancienne division administrative française, située dans le département d'Ille-et-Vilaine et la région Bretagne.

## Composition
Le canton de Tinténiac regroupait les communes suivantes :
| Nom                        | Code Insee | Intercommunalité       | Superficie (km2) | Population (dernière pop. légale) | Densité (hab./km2) |
| -------------------------- | ---------- | ---------------------- | ---------------- | --------------------------------- | ------------------ |
| Tinténiac (chef-lieu)      | 35337      | CC Bretagne Romantique | 23,40            | 3 429 (2014)                      | 147                |
| La Baussaine               | 35017      | CC Bretagne Romantique | 9,63             | 647 (2014)                        | 67                 |
| La Chapelle-aux-Filtzméens | 35056      | CC Bretagne Romantique | 6,36             | 827 (2014)                        | 130                |
| Longaulnay                 | 35156      | CC Bretagne Romantique | 7,52             | 647 (2014)                        | 86                 |
| Pleugueneuc                | 35226      | CC Bretagne Romantique | 24,52            | 1 805 (2014)                      | 74                 |
| Plesder                    | 35225      | CC Bretagne Romantique | 11,03            | 769 (2014)                        | 70                 |
| Saint-Domineuc             | 35265      | CC Bretagne Romantique | 15,70            | 2 473 (2014)                      | 158                |
| Saint-Thual                | 35318      | CC Bretagne Romantique | 11,40            | 848 (2014)                        | 74                 |
| Trévérien                  | 35345      | CC Bretagne Romantique | 12,08            | 892 (2014)                        | 74                 |
| Trimer                     | 35346      | CC Bretagne Romantique | 3,56             | 197 (2014)                        | 55                 |

### Anciennes communes
Le territoire cantonal n'incluait aucune commune supprimée après 1795.

## Histoire
- Un seul élu de 1833 à 1848 pour les cantons de Combourg et Tinténiac[2].

## Représentation

### Conseillers généraux de 1833 à 2015
| Période | Période      | Identité                                 | Étiquette          | Qualité |
| ------- | ------------ | ---------------------------------------- | ------------------ | --- |
| 1833    | 1857 (décès) | Pierre Charles Rouxin, Sieur des Touches |                    | Procureur impérial à Saint-Malo |
| 1857    | 1871         | Charles-Marie de Lorgeril                | Droite légitimiste | Propriétaire du château de la Bourbansais, maire de Pleugueneuc                                                                                       |
| 1871    | 1889         | Eugène Durand                            | Républicain modéré | Avocat, professeur de droit, député (1877-1889), sous-secrétaire d'État (1883-1885)                                                                   |
| 1889    | 1895         | Charles de Lorgeril                      | Droite             | Propriétaire du château de la Bourbansais, maire de Pleugueneuc, député (1889-1893)                                                                   |
| 1895    | 1901         | Ange Aubrée                              | Républicain        | Maire de Tinténiac |
| 1901    | 1907 (décès) | Henri Joubert                            | Républicain        | Maire de Saint-Domineuc |
| 1907    | 1917 (décès) | Joseph Durand                            | RG                 | Ancien militaire, maire de Trévérien |
| 1919    | 1925         | Joseph Robert                            | Rad.               | Négociant, maire de Saint-Domineuc |
| 1925    | 1937         | Alphonse Simon                           | Rad.               | Agriculteur à Pleugueneuc |
| 1937    | 1940         | Alphonse Pellé                           | Rad.               | Professeur à la faculté de médecine de Rennes Nommé conseiller départemental en 1943                                                                  |
|         |              |                                          |                    | |
| 1945    | 1963 (décès) | Alphonse Pellé                           | Rad.               | Professeur à la faculté de médecine de Rennes |
| 1964    | 1991 (décès) | Roger Nogues                             | Rad. puis DVD      | Professeur, maire de Saint-Domineuc, vice-président du conseil général                                                                                |
| 1991    | 1994         | Thérèse Nogues (épouse du précédent)     | DVD                | Ancienne directrice de foyer-logement, maire de Saint-Domineuc                                                                                        |
| 1994    | 2015         | André Lefeuvre                           | PRG                | Horticulteur, conseiller municipal de Pleugueneuc, président de la communauté de communes Bretagne Romantique, élu en 2015 dans le canton de Combourg |

Le canton participait à l'élection du député de la troisième circonscription d'Ille-et-Vilaine.

### Conseillers d'arrondissement (de 1833 à 1940)
| Période                                  | Période | Identité                                                                | Étiquette   | Qualité |
| ---------------------------------------- | ------- | ----------------------------------------------------------------------- | ----------- | --- |
| 1833                                     | 1848    | Nicolas Marie Rouxin, Sieur des Touches et de la Garaudière (1790-1862) |             | Avocat, juge de paix à Tinténiac                                                                            |
|                                          |         |                                                                         |             | |
| 1901                                     | 1907    | Joseph Durand                                                           | Républicain | Ancien militaire, maire de Trévérien                                                                        |
| 1907                                     | 1910    | Ange Bodin                                                              | Républicain | Éleveur, maire de Tinténiac                                                                                 |
| 1910                                     | 1919    | Yves Gicquiaux                                                          | Républicain | Notaire, maire de Tinténiac                                                                                 |
| 1919                                     | 1928    | François Phily                                                          | RG          | Industriel, conseiller municipal de Pleugueneuc                                                             |
| 1928                                     |         | M. Aubry                                                                |             | |
| 1940                                     |         |                                                                         |             | Les conseils d'arrondissement ont été suspendus par la loi du 12 octobre 1940 et n'ont jamais été réactivés |
| Les données manquantes sont à compléter. |         |                                                                         |             | |

## Démographie
| 1962  | 1968  | 1975  | 1982  | 1990  | 1999  | 2006   | 2011   | 2012   |
| ----- | ----- | ----- | ----- | ----- | ----- | ------ | ------ | ------ |
| 7 589 | 7 330 | 7 107 | 7 134 | 7 205 | 7 957 | 10 368 | 11 970 | 12 150 |